# Gammaropsis ellisi
Gammaropsis ellisi är en kräftdjursart som beskrevs av Chris Conlan 1983. Gammaropsis ellisi ingår i släktet Gammaropsis och familjen Isaeidae. Inga underarter finns listade i Catalogue of Life.